# Tillnamn
Tillnamn eller binamn är ett namn som används utöver en persons förnamn eller egentliga namn, ofta för att skilja personer eller saker med samma namn. Tillnamn uppkommer ofta efterhand, på liknande sätt som smeknamn och öknamn. I modern tid används ofta släktnamn som tillnamn och ordet tillnamn kan användas dels synonymt med släktnamn, dels om namn utöver de officiella namnen.

## Olika sorters tillnamn

### Karakteriserande
I äldre tid, framför allt i folkmun, användes ofta binamn som karaktäriserade innehavaren som tillägg till förnamn(en). Ett binamn kan härledas på många olika sätt, till exempel innehavarens yrke (Petter Skomakare), utseende (Halfdan Långe), egenskap (Ivan den förskräcklige) etc. Till skillnad från namnen givna av föräldrarna (för- och släktnamn) är binamn oftast givna av personens omgivning. Ibland fogades binamnet ihop med ett förnamn, till exempel Smed-Per eller Torpar-Erik. De flesta i det gamla bondesamhället saknade dock binamn. De identifierades i stället vanligen genom en upplysning om var de bodde, Nils i Backa, Börta i Sörtorp, och så vidare. Fortfarande används sådana namn i vissa områden: Jurmo-Per, Brunskärs-Maja, Aspö-Erik.

### Soldatnamn
En speciell form av binamn med officiell giltighet var soldatnamnen som tilldelades soldater under indelningsverkets tid och användes tillsammans med, eller från slutet av 1800-talet, i stället för det vanliga patronymikon – till exempel Erik Stolt, Per Kanon, Gustaf Bönfält, Olof Stål. Före 1800-talets slut gick soldatnamnet oftast inte i arv. Det var också vanligt att soldaten lade av dem, då han lämnade det militära.

## Tillnamn i Bibeln
I Bibeln är det vanligt att personer får tillnamn efter sin hemort, som Simon från Kyrene eller Josef från Arimataia.

## Kungligheter med tillnamn
Kungligheter med samma namn har ofta tillnamn, till exempel:
- Pippin den lille, far till Karl den store
- Erik den läspe och halte
- Johanna den vansinniga
- Didrik den beträngde

## Geografiska tillnamn
Tillnamn används även för geografiska namn:
- Kongo-Brazzaville
- Kongo-Kinshasa